# ترافيس جونسون (لاعب كرة قدم أمريكية)
ترافيس جونسون (بالإنجليزية: Travis Johnson) هو لاعب كرة قدم أمريكية أمريكي، ولد في 28 يونيو 1991 في سان خوسيه في الولايات المتحدة.لعب كرة القدم الجامعية مع فريق فلوريدا ستيت سيمينولز، ثم انضم إلى صفوف سان دييغو تشارجرز كمحترف.

## وصلات خارجية
- ترافيس جونسون على موقع كلية كرة القدم في سبورتس رفرنس.كوم (الإنجليزية)